# Gouvernement Feijóo I
Galice
Pérez Touriño Feijóo II
Le gouvernement Feijóo I (en espagnol : Primer Gobierno Feijóo, en galicien : Primeiro Goberno Feijóo) est le gouvernement autonome de Galice entre le 20 avril 2009 et le 3 décembre 2012, sous la VIIIe législature du Parlement.
Il est dirigé par le conservateur Alberto Núñez Feijóo, après la victoire du PP à la majorité absolue lors des élections parlementaires. Il succède au gouvernement de coalition du socialiste Emilio Pérez Touriño et cède le pouvoir au deuxième gouvernement Feijóo, à la suite de la nouvelle victoire du PP aux élections de 2012.

## Historique
Ce gouvernement est dirigé par le nouveau président de la Junte de Galice conservateur Alberto Núñez Feijóo. Il est constitué et soutenu par le Parti populaire (PP). Seul, il dispose de 38 députés sur 75, soit 50,7 % des sièges du Parlement.
Il est formé à la suite des élections parlementaires du 1er mars 2009.
Il succède donc au gouvernement du socialiste Emilio Pérez Touriño, au pouvoir depuis 2005, constitué et soutenu par une coalition coalition de centre gauche entre le Parti socialiste ouvrier espagnol (PSOE) et le Bloc nationaliste galicien (BNG).

### Formation
Le 18 décembre 2008, Emilio Pérez Touriño annonce la convocation des élections parlementaires pour le 1er mars 2009. En dépit des sondages, le scrutin est remporté par le Parti populaire d'Alberto Núñez Feijóo avec un seul siège d'avance sur la coalition au pouvoir.
Alberto Núñez Feijóo est investi président de la Junte le 16 avril et prend ses fonctions deux jours plus tard. Son exécutif, qui compte dix membres contre treize dans l'équipe sortante, est assermenté le 20 avril.

### Évolution
À la fin de l'année 2011, après que le PP a retrouvé le pouvoir sous la présidence de Mariano Rajoy, la conseillère aux Finances, Marta Fernández Currás (es), est choisie comme secrétaire d'État au Budget et la conseillère à la Santé, Pilar Farjas (es), est désignée secrétaire générale à la Santé. Profitant de ces deux nominations, Alberto Núñez Feijóo procède le 4 janvier 2012 à un remaniement gouvernemental. Outre le remplacement des sortantes, il réduit encore le nombre de départements exécutifs (consellerías) de dix à huit, en fusionnant les départements de l'Éducation et de la Culture, et ceux de la Mer et du Milieu rural. La taille du nouvel exécutif est ainsi inférieure de 40 % à ce qu'elle était sous la précédente législature.

### Succession
À la suite d'une réunion extraordinaire du conseil de gouvernement, le président de la Junte indique le 27 août 2012 qu'il compte dissoudre le Parlement et organiser des élections anticipées le 21 octobre suivant, soit le même jour que les élections au Parlement basque. Le scrutin parlementaire apporte une victoire claire au Parti populaire, qui fait élire 41 députés sur 75, soit trois mandats de plus que dans la législature sortante.
Le 29 novembre suivant, Alberto Núñez Feijóo obtient l'investiture du Parlement pour un second mandat par 41 voix favorables contre 34. Il est assermenté deux jours plus tard, au siège du Parlement, en présence notamment de la vice-présidente du gouvernement espagnol, Soraya Sáenz de Santamaría. Il préside à la prise de fonction de son deuxième cabinet, toujours de huit membres dont un seul nouveau, le 3 décembre.

## Composition

### Initiale (20 avril 2009)
| Fonction                                                                  | Titulaire | Titulaire                            | Parti |
| ------------------------------------------------------------------------- | --------- | ------------------------------------ | ----- |
| Président de la Junte                                                     |           | Alberto Núñez Feijóo                 | PP    |
| Conseiller à la Présidence, aux Administrations publiques et à la Justice |           | Alfonso Rueda Valenzuela             | PP    |
| Conseillère aux Finances                                                  |           | Marta Fernández Currás (es)          | Sans  |
| Conseiller à l'Environnement, au Territoire et aux Infrastructures        |           | Agustín Hernández Fernández de Rojas | PP    |
| Conseiller à l'Économie et à l'Industrie                                  |           | Javier Guerra Fernández (gl)         | PP    |
| Conseiller à l'Éducation et à l'Enseignement supérieur                    |           | Jesús Vázquez Abad (es)              | PP    |
| Conseillère à la Santé                                                    |           | María del Pilar Farjas Abadía (es)   | PP    |
| Conseiller à la Culture et au Tourisme                                    |           | Roberto Varela Fariña (es)           | PP    |
| Conseillère au Travail et au Bien-être                                    |           | Beatriz Mato Otero (gl)              | PP    |
| Conseiller au Milieu rural                                                |           | Samuel Jesús Juárez Casado (gl)      | Sans  |
| Conseillère à la Mer                                                      |           | Rosa Quintana Carballo (es)          | PP    |

### Remaniement du4 janvier 2012
- Par rapport à la composition précédente, les nouveaux conseillers sont indiqués en gras, ceux ayant changé d'attributions le sont en italique.

| Fonction                                                                  | Titulaire | Titulaire                            | Parti |
| ------------------------------------------------------------------------- | --------- | ------------------------------------ | ----- |
| Président de la Junte                                                     |           | Alberto Núñez Feijóo                 | PP    |
| Conseiller à la Présidence, aux Administrations publiques et à la Justice |           | Alfonso Rueda Valenzuela             | PP    |
| Conseillère aux Finances                                                  |           | Elena Muñoz Fonteriz (gl)            | PP    |
| Conseiller à l'Environnement, au Territoire et aux Infrastructures        |           | Agustín Hernández Fernández de Rojas | PP    |
| Conseiller à l'Économie et à l'Industrie                                  |           | Javier Guerra Fernández (gl)         | PP    |
| Conseiller à la Culture, à l'Éducation et à l'Enseignement supérieur      |           | Jesús Vázquez Abad (es)              | PP    |
| Conseillère à la Santé                                                    |           | Rocío Mosquera Álvarez (gl)          | PP    |
| Conseillère au Travail et au Bien-être                                    |           | Beatriz Mato Otero (gl)              | PP    |
| Conseillère au Milieu rural et à la Mer                                   |           | Rosa Quintana Carballo (es)          | PP    |